# Kupiec (czasopismo)
Kupiec – czasopismo handlowo-ekonomiczne, ukazujące się w Poznaniu od 7 lutego 1907 do 27 sierpnia 1939.
Pomysłodawcą i wydawcą czasopisma był Artur Gustowski (1875–1940), kupiec, działacz społeczny i wydawca. Na łamach „Kupca” ukazywały się artykuły związane z polskim życiem gospodarczym w zaborze pruskim, a po odzyskaniu niepodległości w 1918 – sprawom organizacyjnym i rozwojowi handlu. W 1933 Artur Gustowski sprzedał firmę wydawniczą swoim synom, a sam zakończył działalność. Tytuł przypadł w udziale Leszkowi Gustowskiemu.
Od 2007 Wielkopolskie Zrzeszenie Handlu i Usług wydaje „Kupca Wielkopolskiego”, który nawiązuje do przedwojennego „Kupca”.